# 吉田幸央
吉田 幸央（よしだ ゆきひろ、1985年9月13日 - ）は、神奈川県横浜市出身の元プロ野球選手（投手）。

## 来歴・人物
シニア時代に全国大会に出場し、東海大相模高校に入学するも野球部の体質に馴染めず、1ヶ月もたたないうちに退部し、さらにその後1学期限りで高校も中退した。その後2学期から城郷高校に転入し、野球部に入部。高校時代は、加藤幹典、内竜也と共に「神奈川公立三羽烏」、「神奈川公立BIG3」などと称されていた。エースとして140km/h台後半のストレートと切れ味鋭いスライダーを武器に無名だったチームを引っ張った。
その素質を買われて在校中に大リーグのサンディエゴ・パドレスのテストに合格していたが、ヤクルトスワローズにドラフト5位で入団。入団会見で「メジャーに行きたい」と述べて周囲を驚かせたが、内臓疾患によりわずか半年で任意引退となった。
2005年からは、クラブチーム・旭中央クラブ（現・横浜中央クラブ）に在籍していた。
引退時はヤクルトに拘束権のある任意引退選手だったが、他球団での復帰も視野に入れて2006年11月13日に自由契約選手となり、2006年11月27日には千葉マリンスタジアムで行なわれた12球団合同トライアウトに参加したがプロ復帰は果たせなかった。

## 詳細情報

### 年度別投手成績
- 一軍公式戦出場なし

### 背番号
- 54 （2004年）